# Tectaria amphiblestra
Tectaria amphiblestra är en ormbunkeart som beskrevs av R. M. Tryon och A. F. Tryon. Tectaria amphiblestra ingår i släktet Tectaria och familjen Tectariaceae. Inga underarter finns listade.